# Borchardt C-93
La Borchardt C-93 fue una pistola diseñada por el alemán Hugo Borchardt en 1893. La firma Ludwig Loewe & Co. de Karlsruhe, Alemania, en un principio un fabricante de máquinas herramientas, produjo la C-93, a partir de 1894. En enero de 1897 Deutsche Waffen-und Munitionsfabriken (DWM) se hizo cargo de la producción como resultado de la compra y absorción de la anterior compañía.

## Historia
Era una pistola semiautomática que Borchardt inventó basándose en el principio de retroceso de masas de la ametralladora Maxim y la acción de palanca del fusil Winchester. Borchardt también desarrolló el cartucho 7,65 x 25 Borchardt para su pistola. La C-93 fue la primera pistola semiautomática fabricada en un número apreciable y también fue la primera pistola de la historia que llevaba su munición dentro de un cargador alojado en la empuñadura.
La pistola Borchardt era costosa de producir e incómoda de usar, y tenía además, un retroceso sorprendentemente potente. Georg Luger, que había realizado diseños para la firma Loewe, estudió el diseño de la C-93 y produjo un pequeño número de prototipos en calibre 7,65 mm. A partir de ellos desarrolló la pistola Luger Parabellum a fines de la década de 1890.
El cartucho usado en la pistola C-93 fue la base para el diseño del cartucho usado en la pistola Mauser C96 (7,63 x 25 Mauser): tenían las mismas dimensiones, pero el 7,63 x 25 Mauser es demasiado potente para ser usado en la Borchardt C-93. Este cartucho también fue la base para el 7,65 x 21 Parabellum y el 7,62 x 25 Tokarev.
La producción de esta pistola fue muy limitada, siendo fabricadas sólo 3.000 unidades, la compañía Loewe fabricó 1.100 unidades y la D.W.M el resto, cesando su producción en 1899.

## Datos técnicos
Con un armazón de acero fresado, su funcionamiento era por retroceso corto del cañón y cerrojo articulado (sistema Borchardt-Maxim), utilizando un sistema de disparo de percutor lanzado, controlado directamente por una leva del gatillo. Contaba con seguro manual en su armazón y se alimentaba desde un cargador monohilera de 8 cartuchos, que se liberaba por un retén situado en el lado izquierdo del armazón. La empuñadura tenía cachas de madera de nogal, cuadrilladas a mano y sus mecanismos de puntería consistían en un alza regulable entre los 100 y los 700 m y un punto de mira tipo hoja montado encima del vuelo del cañón, siendo su acabado exterior pavonado en negro.

## Galería

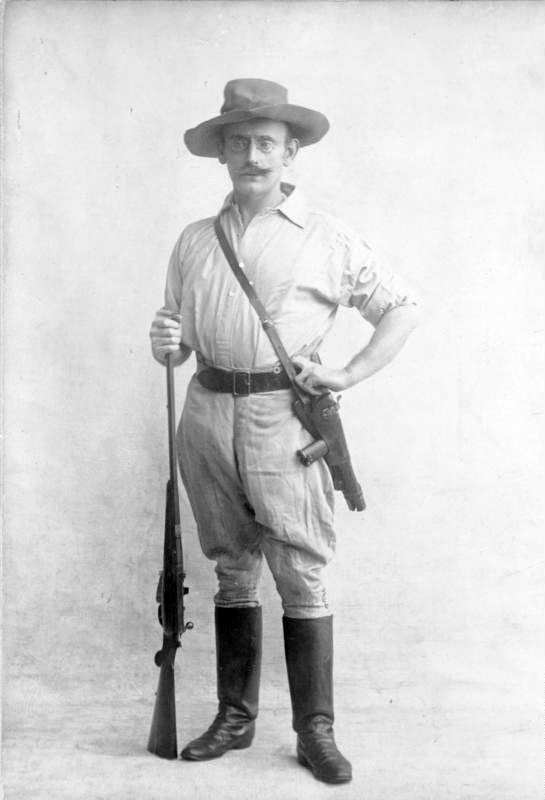
El Dr. Carl Peters con una Borchardt C-93.